# We Gotta Get out of This Place
«We Gotta Get out of This Place» (или «We’ve Gotta Get out of This Place») — песня британской группы Animals, которая выпустила её отдельным синглом в 1965 году.

## История
Авторы песни — Барри Манн, Синтия Вайль — муж и жена, будущие члены Зала славы авторов песен, в 1960-е годы в качестве сонграйтеров бывшие частью музыкальной сцены знаменитого здания Brill Building в Нью-Йорке.
Написав эту песню, Манн и Вайль записали демонстрационную запись, на которой Манн пел и играл на фортепиано. Песня изначально предназначалась группе Righteous Brothers, для которых они написали хит номер 1 в США «You've Lost That Lovin' Feelin'». Но потом Манн сам подписал контракт как певец и подписавший с ним контракт лейбл Redbird Records захотел, чтобы Манн сам её спел и выпустил. Тем временем музыкальный менеджер Аллен Кляйн уже услышал эту песню и дал демозапись продюсеру группы Animals Микки Мосту, и Мост к тому времени уже успел связаться со зданием Britt Building и попросить дать материал для следующей демозаписи группы (хиты Animals «It’s My Life» и «Don’t Bring Me Down» стали результатом того же телефонного звонка), так что в итоге Animals записали эту песню раньше, чем это смог сделать сам Манн.
В версии группы Animals изначальные стихи к песне были слегка переставлены местами и перефразированы.

## Премии и признание
В 2004 году журнал Rolling Stone поместил песню «We Gotta Get out of This Place» в исполнении группы Animals на 233 место своего списка «500 величайших песен всех времён». В списке 2011 года песня находится на 235 месте.